# Spisek więzień

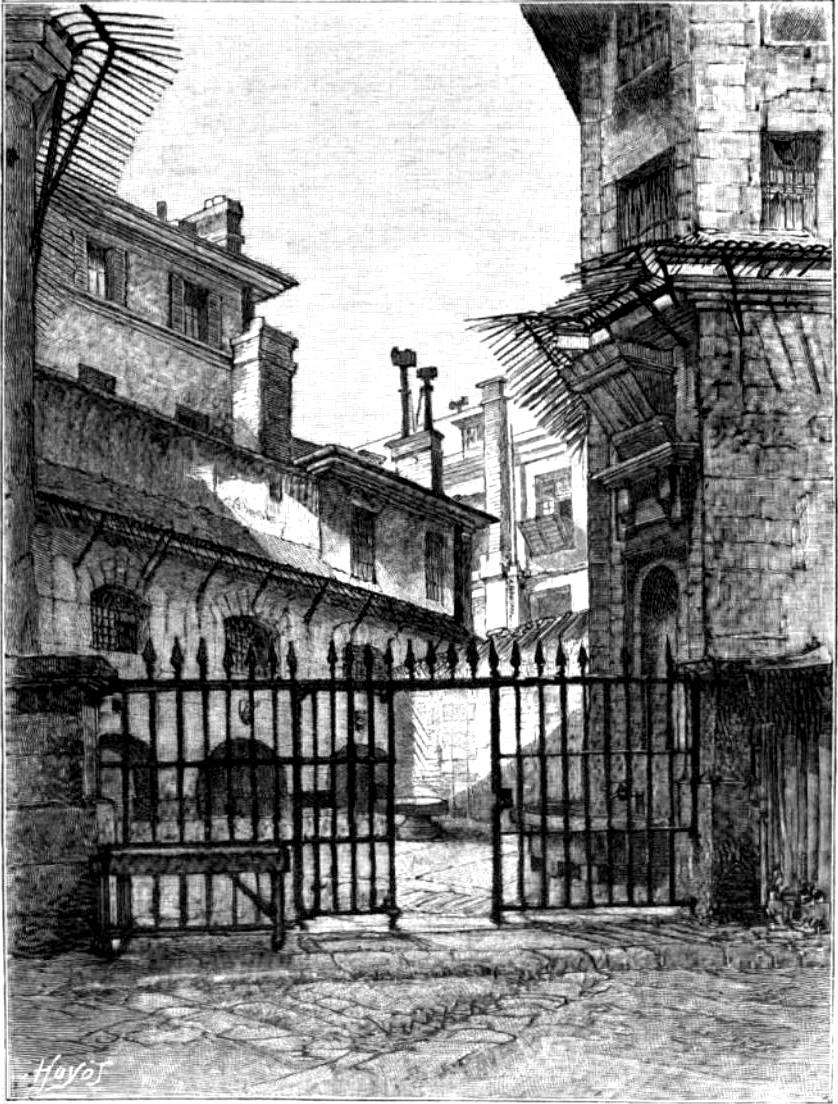
Więzienie Conciergerie

Lucylla Desmoulins została zgilotynowana za rzekomy udział w pierwszym „spisku więzień”

Spisek więzień – określenie używane w czasie rewolucji francuskiej dla określania rzekomych spisków kontrrewolucyjnych organizowanych przez osadzonych w więzieniach Paryża. W rzeczywistości były to prowokacje Komitetu Bezpieczeństwa Powszechnego, mające wywołać powszechne przekonanie o nieodzowności stosowania nadzwyczajnych środków w polityce wewnętrznej wobec ciągłego zagrożenia Francji oraz dotychczasowych osiągnięć rewolucji.

## Okoliczności
W okresie 1793–1794 liczba więźniów przetrzymywanych za przestępstwa polityczne w więzieniach Paryża gwałtownie wzrastała. Wiązało się to z zaostrzaniem przepisów karzących wrogość wobec rewolucji (m.in. poprzez dekret o podejrzanych, a następnie prawo prairiala), jak i z centralizacją francuskiego systemu penitencjarnego i sądowniczego. Z uwagi na korupcję, jakiej dopuszczali się na prowincji komisarze Konwentu, mając walczyć ze spekulacją i kontrrewolucją, rządzący jakobini stopniowo doprowadzali do przekazywania wszystkich więźniów do Paryża, co miało zapewnić pełną kontrolę rządu nad ich losem.
Odpowiedzialny za więzienia Komitet Bezpieczeństwa Powszechnego był coraz bardziej zaniepokojony ogromną liczbą podsądnych, która budziła u mieszkańców Paryża – do tej pory raczej przychylnych rewolucji – coraz więcej wątpliwości co do polityki jakobinów. Organizowanie prowokacji i demaskowanie fałszywych spisków kontrrewolucyjnych miało w tej sytuacji równocześnie doprowadzić do skazania dużej liczby więźniów na śmierć i częściowej opróżnienia więzień, jak i do ukazania społeczeństwu, że dotychczasowy kierunek polityki jest słuszny wobec ciągłych ataków wrogów zmian.

## Przykładowe prowokacje

### „Spisek więźniów Pałacu Luksemburskiego”
Prowokacja ta została zorganizowana w czasie trwania procesu dantonistów i miała uwiarygodnić w oczach społeczeństwa kontrowersyjne oskarżenia Dantona i jego zwolenników o działalność kontrrewolucyjną. Danton znajdował się w Więzieniu Luksemburskim (Pałac Luksemburski) razem z Pierre’em Chaumette, innymi członkami Komuny Paryża oraz ostatnimi hebertystami. Przy pomocy prowokatora Alexandre’a Laflotte’a członkowie Komitetu Bezpieczeństwa Powszechnego Amar i Jagot, z udziałem członków Komitetu Ocalenia Publicznego Collota d’Herbois oraz Billauda-Varennne’a urządzili prowokację, ogłaszając następnie, że dantoniści planowali ucieczkę z więzienia przy pomocy pozostałej na wolności żony Camille’a Desmoulinsa Lucylli (która faktycznie podejmowała starania na rzecz uwolnienia męża), a następnie planowali obalenie Komitetu Ocalenia Publicznego.
Represje związane z pierwszym spiskiem więzień doprowadziły do szybkiego osądzenia i stracenia ostatnich hebertystów i dantonistów, których proces – jako uczestników „groźnego spisku antypaństwowego” – odbył się w przyspieszonym tempie i nie mógł przyciągnąć takiej uwagi publiczności jako proces Dantona.

### „Drugi spisek w Pałacu Luksemburskim”
Kolejny „spisek więzień” został ponownie zainicjowany przez Amara, dążącego do szybkiego przeprowadzenia procesów większości więźniów przetrzymywanych w Pałacu Luksemburskim, przy wykorzystaniu tych samych agentów Komitetu Bezpieczeństwa Powszechnego. Oskarżyli oni zgilotynowanych już gen. Arthura Dillona i Lucyllę Desmoulins o równoległą organizację kolejnego, już niezwiązanego z Dantonem zamachu na Komitet Ocalenia Publicznego, w którym miała brać udział grupa przypadkowo wybranych więźniów. Denuncjatorzy wskazali jako wrogów państwa przypadkowe osoby, większość osadzoną z racji przynależności do przedrewolucyjnej arystokracji i posiadania krewnych-emigrantów. Ostatecznie spośród oskarżonych swoją niewinność zdołały wykazać tylko dwie osoby – jedną z nich był czternastolatek.
Poszukiwania dalszych osób uwikłanych w „spisek” powtarzały się w więzieniu luksemburskim jeszcze kilkakrotnie – łącznie do lipca 1794 zgilotynowano 315 osób na podstawie sfabrykowanych zarzutów.
„Spisek więzień” został ujawniony również w więzieniach Plessis, Carmes, Saint-Lazare i Bicetre. Zorganizowane w podobny sposób prowokacje stały się podstawą do skazania na śmierć dalszych ok. 200 osób. Z dokumentacji zachowanej w Trybunale Rewolucyjnym wynika, że podobne działania były uważane za skuteczne i planowano przeprowadzenie kolejnych prowokacji, mimo ich spadającego oddźwięku społecznego.

## Odpowiedzialność za „spisek więzień”
Po przewrocie thermidoriańskim odpowiedzialnością za masowe egzekucje związane ze „spiskami więzień” jednoznacznie obarczono Robespierre’a i jego zwolenników. Późniejsze badania historyków wykazały jednak, że nie jest możliwe do jednoznacznego ustalenia, na ile Komitet Ocalenia Publicznego był poinformowany o planowanych działaniach Komitetu Bezpieczeństwa Powszechnego i wyrażał na nie zgodę. Wiadomo również, że Komitet Bezpieczeństwa Powszechnego był w stanie samodzielnie organizować tego typu prowokacje (np. sprawa Catherine Théot), a w 1794 był coraz mniej lojalny wobec liderów Komitetu Ocalenia Publicznego.